# Explosion de gaz

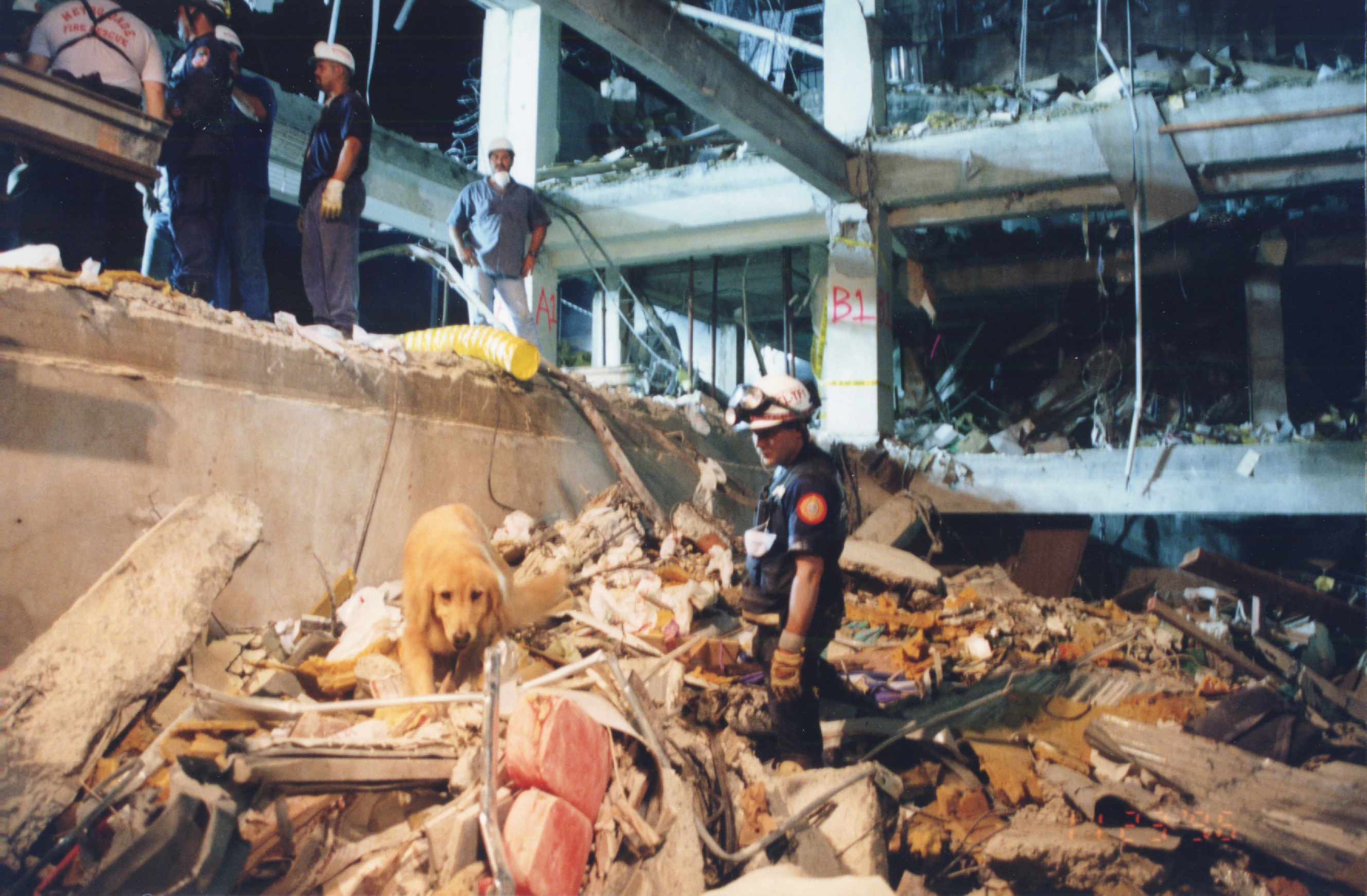
Recherche de victimes avec chien dans les décombres de l'Explosion de l'Humberto Vidal à Porto Rico en novembre 1996.

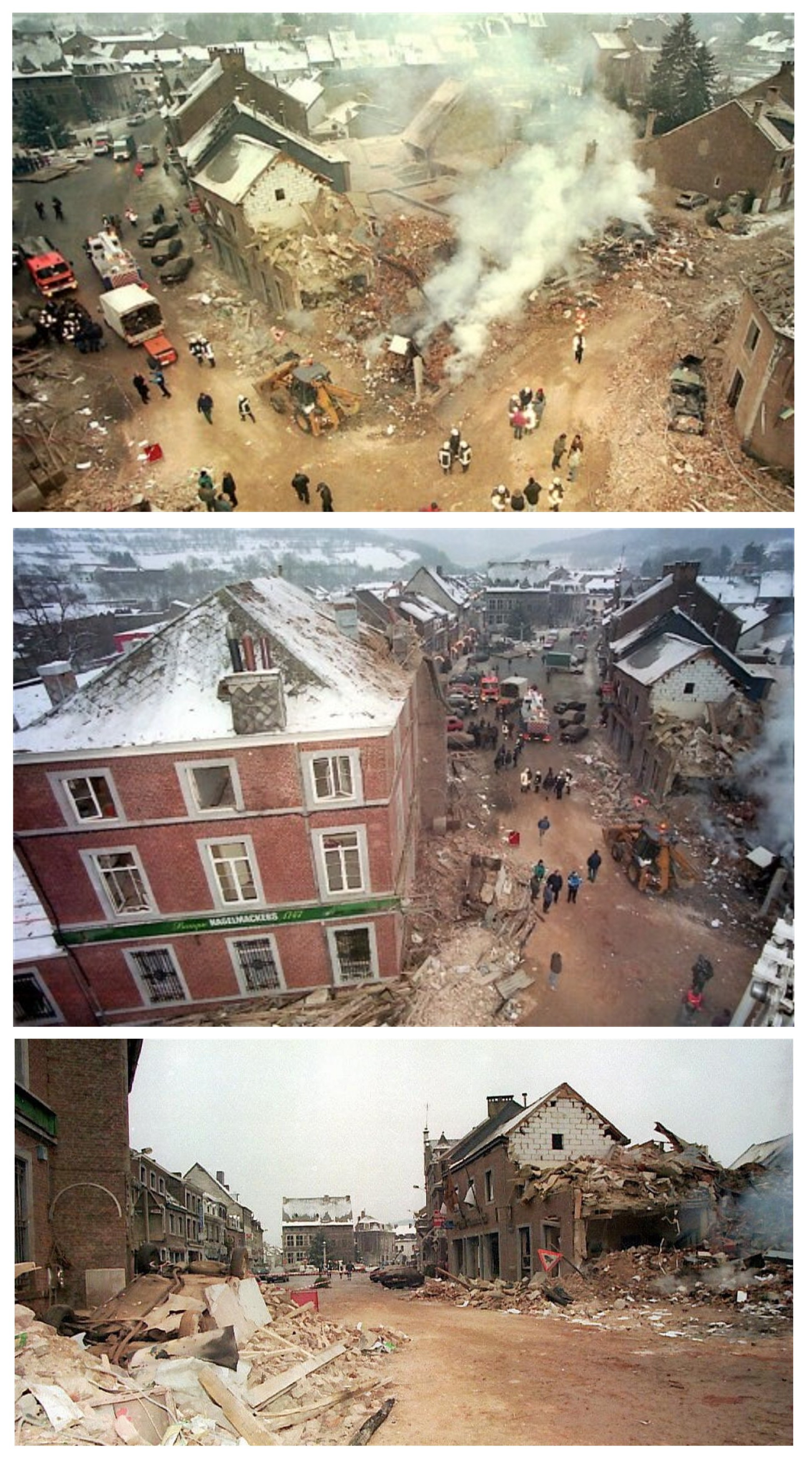
Le centre historique de Theux dévasté après l'explosion de gaz de 1997.

Une explosion de gaz est un accident qui se produit lorsque le mélange carburant-comburant se situe dans les limites d'explosivité dans l'air et que le mélange est mis à feu de manière fortuite (enclenchement du chauffage, allumage de l'éclairage, sonnerie…) ou intentionnelle (suicide ou attentat).
Afin d'éviter ces accidents dont les conséquences peuvent être catastrophiques, on incorpore dans les gaz domestiques (gaz de ville, gaz naturel, butane, propane…) des molécules odorantes à l'état de traces (éthanethiol, éthylmercaptan, tétrahydrothiophène...).
Le gaz qui peut s'accumuler dans des espaces confinés (caves, égouts, habitations...), parfois en quantités importantes, provoque des explosions dévastatrices qui peuvent détruire des quartiers entiers. Même s'ils ne sont pas détruits par l'explosion, les bâtiments peuvent subir une déformation irrémédiable de leur structure et doivent être démolis.

## Explosions notables dans des bâtiments privés ou professionnels
Ces explosions sont généralement très meurtrières car elles sont situées dans des zones fortement habitées et elles entraînent des destructions de bâtiments.
Ci-après des explosions notables par pays et ayant eu lieu dans des bâtiments d'habitation ou des usines:

### Algérie
- À Tlemcen, le 25 mai 2012, sept étudiants de l'École Préparatoire en Sciences et Techniques aux Grandes Écoles d'Ingénieur (CPGE) et une employée des œuvres sociales ont été tués lors d’une explosion de gaz qui a soufflé littéralement le restaurant de la cité universitaire Bekhti-Abdelmadjid, située au centre-ville de Tlemcen, au moment où ils étaient attablés pour le dîner, à 19h40. L’accumulation de gaz au niveau du vide sanitaire situé près de la cuisine serait à l’origine de la très forte déflagration entendue d’ailleurs à plusieurs kilomètres à la ronde, provoquant l’effondrement total de l’édifice qui a enseveli les malheureux étudiants et la travailleuse affectée à la cuisine. Même les poutres et les murs des installations annexes ont été fissurés, ce qui démontre que l’explosion a été très forte, endommageant de nombreux équipements. Les étudiants, ayant senti l'odeur du gaz 15 jours avant la catastrophe, dénoncent un laisser-aller total de la part de la direction qui a été avertie[1],[2].

### Angleterre
- À Londres, en 1865, l'explosion du gazomètre de l'usine de Three Elms fit douze morts et de nombreux blessés. Cette grave explosion fit pour la première fois douter la population de la sécurité des installations du gaz d'éclairage tout récemment inventé[3].

### Autriche

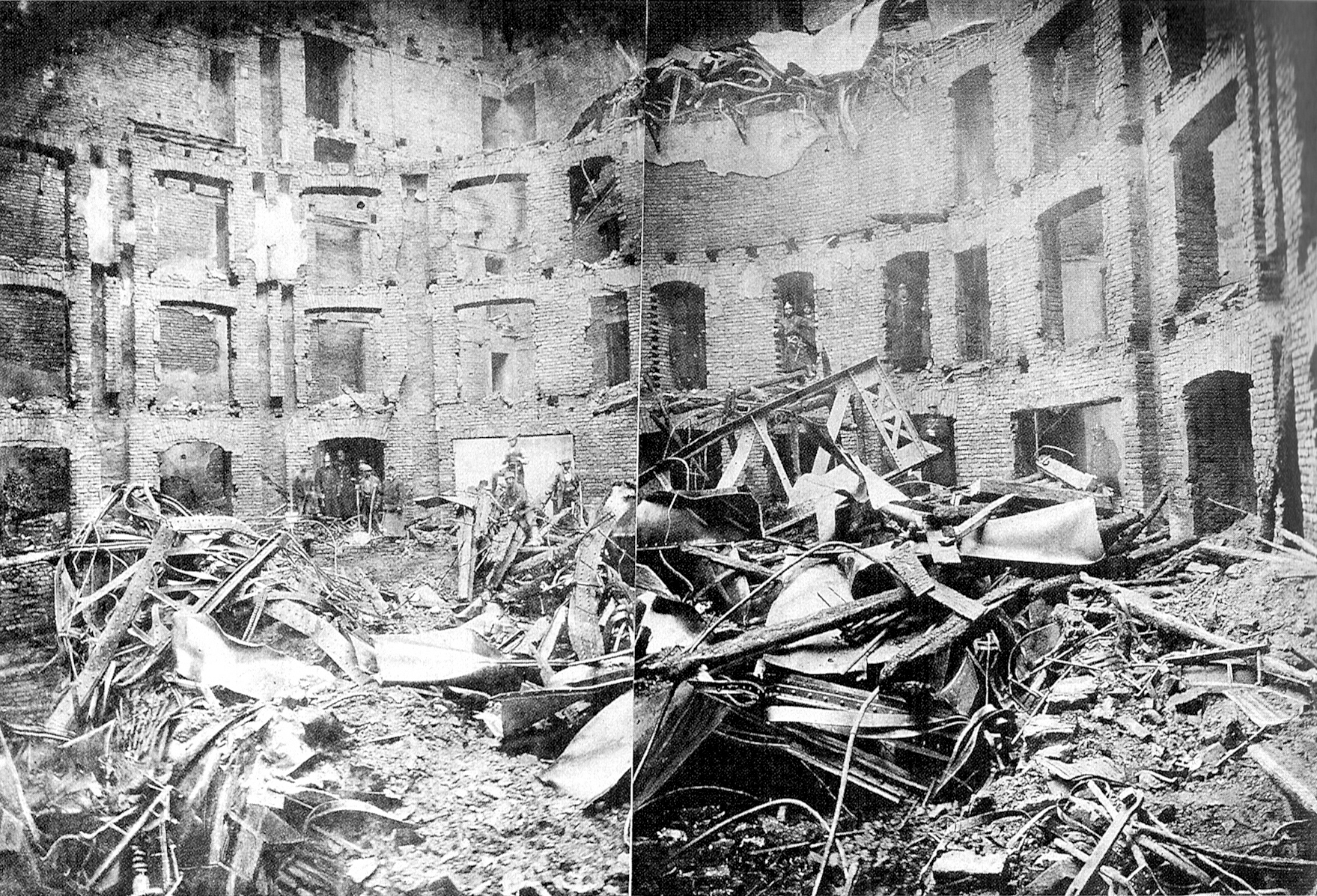
Après l'incendie du Ringtheater le 8 décembre 1881.

- À Vienne, le 8 décembre 1881, entre 384 et 449 personnes périssent dans l'Incendie du Ringtheater. Par défaillance des dispositifs d'allumage électro-pneumatique, du gaz s'est échappé et a explosé lors d'une tentative d'allumage.

### Belgique
- Le 21 août 1967: catastrophe de Martelange dans le village éponyme en province de Luxembourg, un camion fou dévale la Nationale 4 avec 45 000 litres de gaz liquide et explose provoquant 22 morts et une centaine de grands brûlés.

- Le 4 janvier 1997 : à Theux, dans la province de Liège, du gaz accumulé aux environs de l'agence de la banque BBL explose et tue deux pompiers volontaires chargés de faire évacuer le quartier[4].

- Le 27 janvier 2010, l'explosion de gaz de Liège survient dans la rue Léopold, en plein centre ville, provoquant la mort de 14 personnes[5]. Le quartier entier est évacué pendant plus d'une semaine.

### Chine
- Le 21 juin 2023, une explosion à Yinchuan dans une rue passante à la suite d'une fuite d'un réservoir de gaz de pétrole liquéfié à l'intérieur de la cuisine du restaurant, faisant 31 morts[6].

### Corée du Sud
- Le 28 avril 1995, une canalisation de gaz fut percée accidentellement avec une excavatrice par des ouvriers sur le chantier du métro de la ville de Daegu, Corée du Sud. 103 personnes furent tuées, dont 60 enfants se rendant à l'école ; 190 personnes furent blessées. Quatre immeubles ont été détruits par l'explosion et dix autres endommagés[7].

### Espagne
- Catastrophe de Los Alfaques, un camion sort de la route et explose dans un camping : 215 morts et plusieurs centaines de blessés.

### États-Unis
- À New London au Texas, le 18 mars 1937, l'explosion de gaz à l'école de New London (en) fait environ 300 morts.

### France
- À Auch, le 4 janvier 1971 à 3h06, un immeuble de sept niveaux, vingt-quatre  appartements et un garage automobile en rez-de-chaussée, est soufflé par une explosion de gaz. La catastrophe fait 14 morts et 8 blessés retrouvés dans les décombres. Gaz de France est reconnu civilement responsable en qualité de personne morale et condamné en 1976 par la cour de cassation à verser d'importants dommages-intérêts aux parties civiles[8].
- À Argenteuil, le 21 décembre 1971 à 13h48, la tour B, dite « La Lucille » au cœur du quartier du Val-d’Argent-Nord, est déjà en cours d'évacuation à cause d'un départ de feu lorsqu'elle explose faisant 21 morts, dont 2 pompiers, et 128 blessés[9]. C'est le plus grave accident dû au gaz jamais survenu en France[10].
- À Marseille, le 5 février 1985, au carrefour des boulevards Périer et Michelet, une explosion de gaz provoque la mort de 6 personnes, dont un marin-pompier, le quartier maître Repetto, et un policier, le brigadier Ferrante, et blesse 38 personnes dont 18 marins-pompiers[11].
- À Toulon, le 15 février 1989, la maison des Têtes située sur le port est ravagée par une explosion, faisant 13 morts. Les circonstances du drame restent l'objet de controverses, la thèse du gaz n'ayant pu être formellement établie[12].
- À Marseille, le 20 juillet 1996, près de la gare Saint-Charles, une explosion fait 4 morts[13].
- À Dijon le 4 décembre 1999, une explosion de gaz fait 11 morts[14].
- À Villeurbanne, le 5 avril 2001, au no 1 de la rue Jubin, une importante fuite de gaz émanant d'une blanchisserie provoque une explosion alors que les services de secours sont sur les lieux. Un policier (Guillaume Viscaino) et un sapeur-pompier (Bernard Pauletto) trouvent la mort[15].
- À Mulhouse le 26 décembre 2004, une explosion de gaz fait 17 morts[16].
- À Neuville-sur-Saône, le 27 novembre 2006 vers 00 h 30, rue de la République, à la suite d'une altercation avec ses voisins, un habitant de 34 ans fait volontairement exploser deux bouteilles de gaz dans un immeuble, causant la mort d'un passant (Jacques Auger, 52 ans), de l'un de ses voisins (João Oliveira Gonçalves, 26 ans) et d'un gendarme qui intervenait sur les lieux (Fabien Batista, 31 ans). Quatre autres habitants ainsi qu'un second gendarme sont gravement blessés[17].
- À Lyon, le 28 février 2008, au 117-119 cours Lafayette, une entreprise procède au remplacement de canalisations d'eau. Une conduite de gaz est arrachée par erreur, la fuite est importante, le quartier est bouclé. À 12 h 15, l'explosion retentit et fait un mort chez les sapeurs-pompiers (Stéphane Abbes), un technicien GRDF est grièvement blessé, une quarantaine de riverains sont légèrement blessés.
- À Boulogne-Billancourt, route de la Reine, le 20 janvier 2017, un immeuble est soufflé par une explosion de gaz. Il y a 5 blessés dont 2 graves : 1 agent de la GRDF et 1 locataire.
- À Paris, le 12 janvier 2019, une explosion, rue de Trévise, fait 4 morts et une soixantaine de blessés[18].
- À Paris, le 21 juin 2023, une explosion au 277 rue Saint-Jacques fait 3 morts et plus de 50 blessés[19].

### Géorgie
- Le 2 décembre 1984, une explosion de gaz dans un immeuble de neuf étages à Tbilissi, en Géorgie, a provoqué la mort d'au moins 100 personnes[20].

### Japon
- Le 8 avril 1970, à la suite d'une explosion de gaz qui s'est produite dans la station Tenjinbashisuji 6-chōme en construction pour le prolongement de la ligne de métro Tanimachi, Kita-ku, (anciennement district Oyodo) Osaka, au Japon, 79 personnes sont mortes, 420 blessées. Destruction de 26 maisons, dégâts à 336 maisons à proximité : portes ou fenêtres de verre brisées par l'explosion[21].

### Pologne
- Le 15 février 1979, l'explosion de gaz dans la rotonde du PKO à Varsovie fait 49 morts et au moins 77 blessés.

### Porto Rico
- Le 21 novembre 1996, Explosion de l'Humberto Vidal : 33 morts et 69 blessés.

### Taïwan

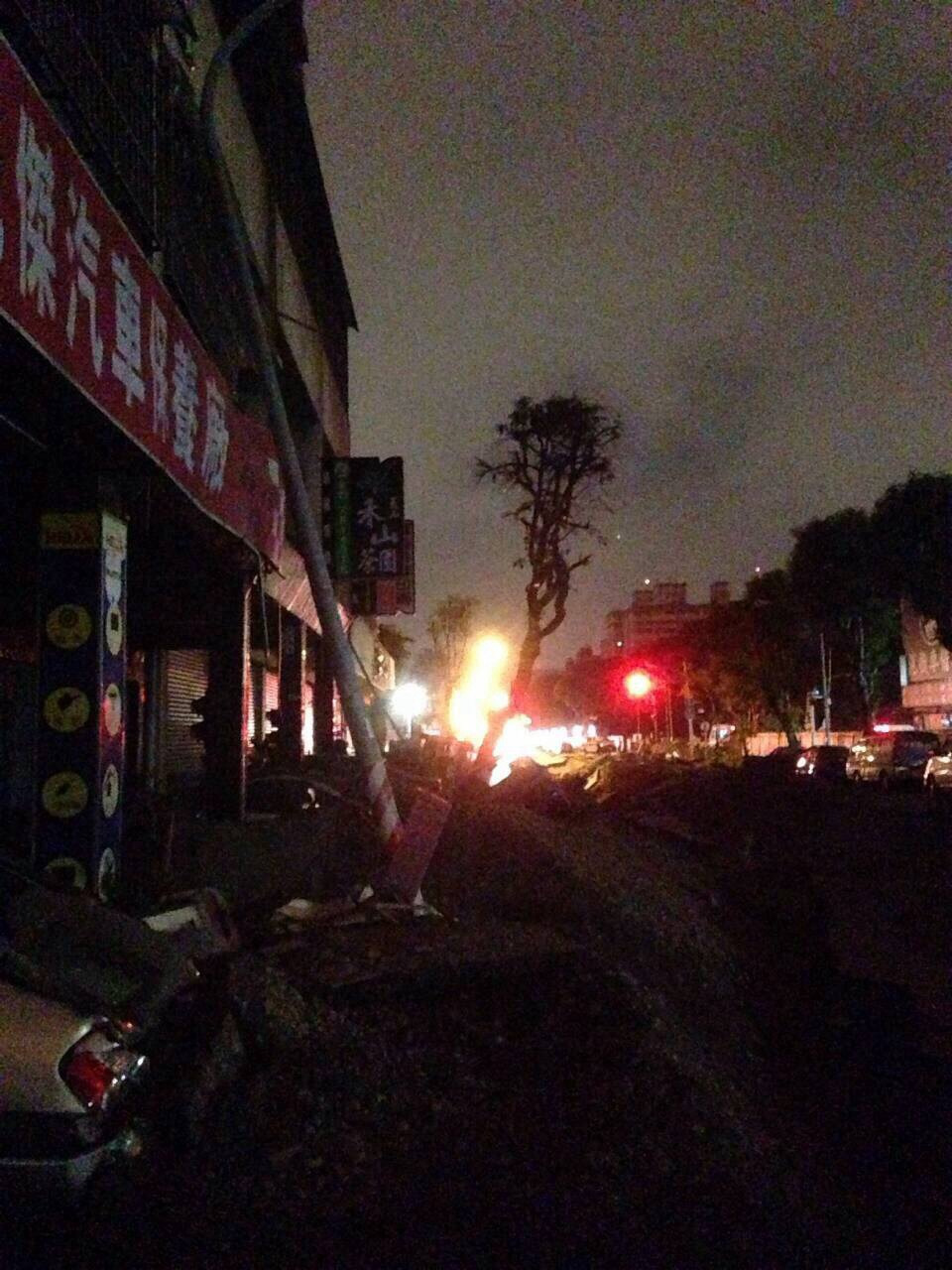
Explosion de gaz à Kaohsiung, Taïwan, 31 juillet 2014.

- Le 31 juillet 2014, une série d'explosions de gaz a eu lieu dans les districts de Cianjhen et de Lingya de la ville portuaire de Kaohsiung, à Taïwan, à la suite de fuites de gaz, selon plusieurs habitants du district de Cianjhen. 30 personnes ont été tuées et 309 autres ont été blessées. La puissance des explosions a provoqué la destruction de routes, causant la chute des véhicules de secours[22].

## Explosions notables de gazoducs
Des explosions, spectaculaires mais généralement moins meurtrières car situées plus loin des zones fortement habitées, surviennent également sur les canalisations de transport de gaz naturel à haute pression, et ce malgré les mesures de prévention comme les inspections internes par racleurs instrumentés ou des inspections aériennes par hélicoptère.
Ci-après des explosions notables par pays et ayant lien avec des gazoducs:

### Belgique
- Le vendredi 30 juillet 2004 à Ghislenghien, à la suite de travaux de voirie dans un parc industriel, un important gazoduc explose. Outre la déflagration initiale, c'est le rayonnement thermique créé par la fuite de gaz enflammée qui tue 24 hommes et fait de nombreux brûlés[24].

Le gazoduc qui relie le port belge de Zeebruges à la France est géré par le transporteur Fluxys. Une usine Diamant Boart, située à proximité, était en construction au moment de l'accident. La responsabilité de ces deux sociétés est finalement reconnue par la justice belge.
Un monument est élevé sur le site même de la catastrophe en hommage au 24 victimes décédées.

### Canada
- Le 25 janvier 2014, un gazoduc de transport de la société TransCanada Corporation explose et s'enflamme, occasionnant une pénurie de gaz dans la province canadienne du Manitoba et dans différentes régions des États-Unis[26].

### États-Unis
- Le 9 septembre 2010, un gazoduc haute pression explose (en) à San Bruno, dans la banlieue de San Francisco. L'explosion souffle 38 maisons et en endommage 120 autres. Huit personnes perdent la vie et de nombreuses autres sont blessées. Dix acres de végétation sont carbonisées.

Lors de l'enquête, PG&E la société exploitante de la canalisation, n'est pas capable de fournir à la California Public Utilities Commission les documents établissant la pression limite d'exploitation de certains de ses ouvrages. Il apparaît également que le tronçon de canalisation entre Milpitas et San Francisco a connu 26 fuites entre 1951 et 2009, dont certaines sans cause identifiée.
Des épreuves hydrauliques ultérieures sur cette même canalisation mettent en évidence une microfuite et conduisent à un nouvel éclatement du tube,,,,.
- Le 13 avril 2015, un gazoduc de la société Kinder Morgan explose et s'enflamme à Borger au Texas. Une habitation est évacuée mais aucun dommage sérieux ni aucune victime ne sont recensés[32].

### France
- Le 19 octobre 1977, vers 15h50, à Velaux dans le département des Bouches-du-Rhône, région Provence-Alpes-Côte d'Azur, un gazoduc de 600 mm se rompt à la suite d’un glissement de terrain causé par des travaux de terrassement à proximité. Une brèche de 6 à 8 m de long se crée et une flamme de 100 m de haut est produite. Les secours sont dans l’impossibilité d’intervenir et d’approcher à moins de 400 m en raison du rayonnement thermique. Des sectionnements de part et d’autre sont fermés. La voie ferrée est détériorée sur 300 m[33].
- Le 5 octobre 1985 à Villepinte dans le département de Seine-Saint-Denis, région Île-de-France, l'explosion et l'inflammation d'une canalisation de transport de gaz naturel à la suite d'un accrochage par un engin de travaux publics entraîne trois décès[34].

### Malaisie
- Le 10 juin 2014 vers 2 heures du matin, un gazoduc de la compagnie nationale Petronas explose dans l'État de Sarawak entre les villes de Lawas et de Long Sukang (en), entraînant l'évacuation des villages situés à proximité du lieu de l'accident[35].

### Mexique
- Le 1er novembre 1978, un gazoduc explose et s'enflamme, tuant 52 personnes dans la colonia Juárez (Mexico) (es), dans l'État de Tabasco, et en blessant 11 autres. L'explosion crée un cratère de 100 mètres de large et de plus de 6 mètres de profondeur[36].

### Russie
- Le 4 juin 1989 à 01h15 (heure locale), une fuite survenant sur une canalisation de GPL crée un nuage hautement inflammable qui prend feu au contact d'étincelles créées par le passage de deux trains se croisant sur une ligne de la Compagnie des chemins de fer de Kouïbychev, à près de 50 kilomètres de la ville d'Oufa, en Union soviétique. Les deux trains transportent de nombreux enfants, l'un revenant de vacances à la mer Noire, l'autre s'y rendant[37]. Les estimations quant à la puissance de l'explosion oscillent entre 250 et 300 tonnes et jusqu'à 10 000 tonnes d'équivalent TNT[réf. souhaitée]. L'onde de choc fait éclater des fenêtres dans la ville d'Acha distante de 13 km. Selon les chiffres officiels, 575 personnes périssent et plus de 800 sont blessées[38].

Il s'agit de l'accident ferroviaire le plus meurtrier de l'histoire soviétique.